# 將軍澳醫院

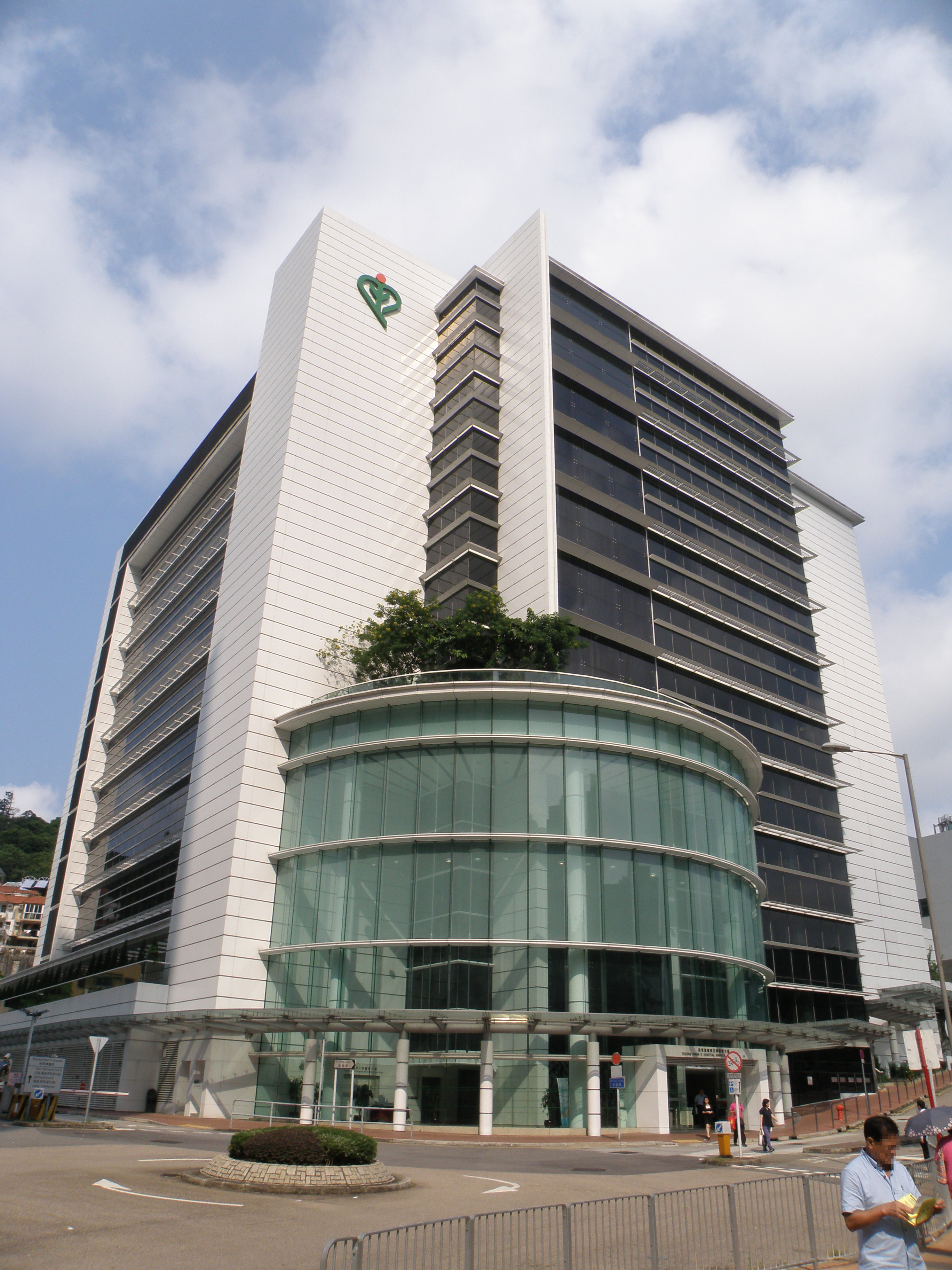
將軍澳醫院日間醫療大樓

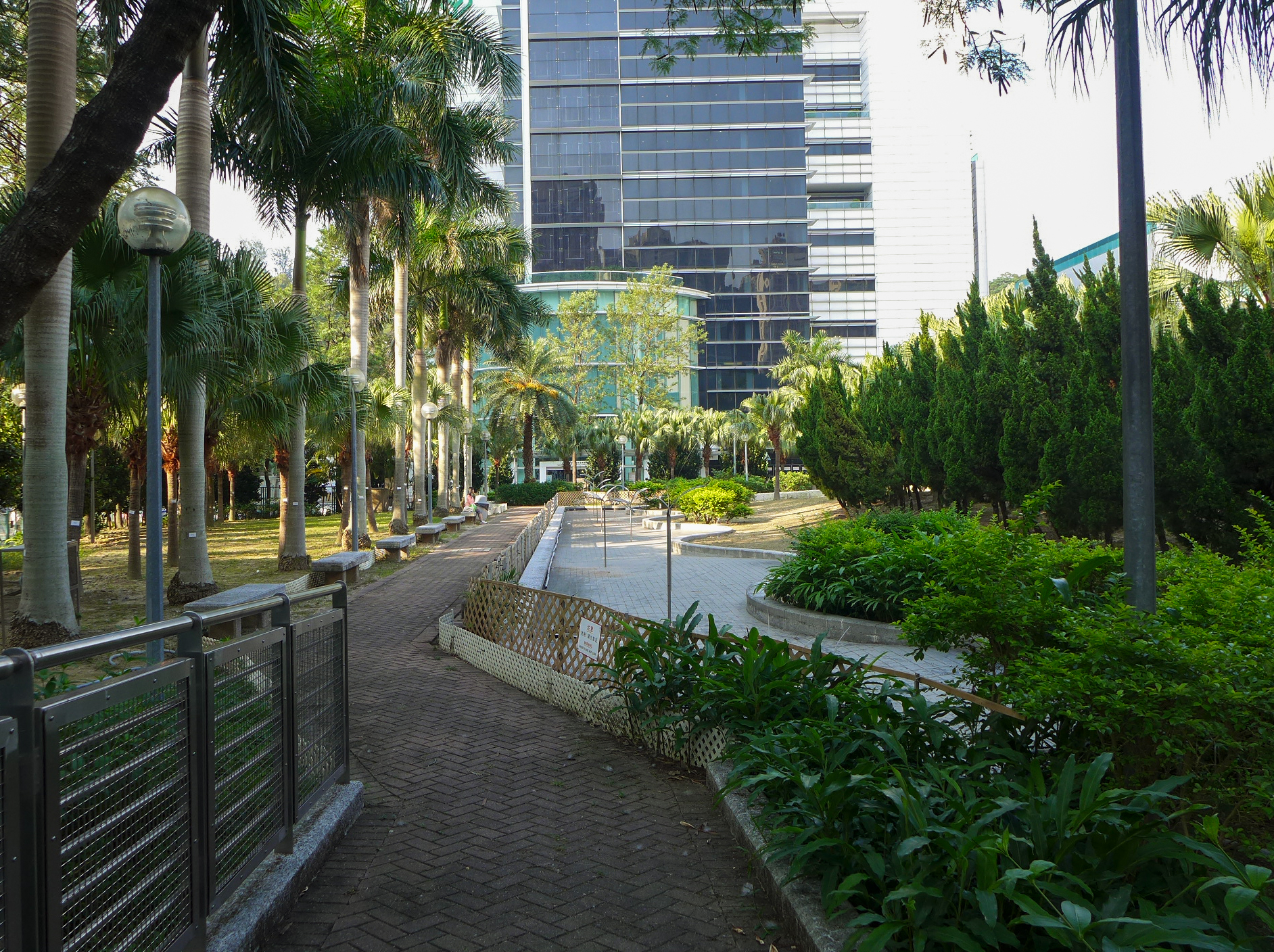
醫院外的花園

將軍澳醫院（英語：Tseung Kwan O Hospital，醫院管理局內部代碼：TKOH）位於香港新界西貢區將軍澳坑口寶寧里2號，佔地約3.7公頃，毗鄰坑口（北）巴士總站，是將軍澳新市鎮內的一所提供住院、專科門診、日間病房、24小時急診服務、復康及社區服務的小型全科醫院，於1999年12月落成，現由醫院管理局管理。現時正計劃建立區内中醫院及婦產科。
無綫電視部分劇集的外景拍攝會以將軍澳醫院為取景地。

## 簡介
將軍澳醫院是將軍澳的第二所醫院，是為一所提供第二層醫護服務的醫院，同時為方便資源管理，雖然將軍澳地域上是新界東，但其距離與以新界東醫院聯網為龍頭醫院的威爾斯親王醫院甚遠，因此一如其他將軍澳公立部門如警區等，併入阰鄰的東九龍與觀塘基督教聯合醫院及將軍澳區內另一所醫院靈實醫院組成九龍東醫院聯網，並非市民以為的將軍澳醫院位於九龍。
將軍澳醫院由唐謀士建築設計事務所負責設計，是醫院管理局首間採用三角形病房設計的醫院。該設計為於病房中央設有一個開放式工作間，方便醫護人員觀察病人情況，亦能有效運用病房空間。醫院內設有真空導管輸送系統，方便傳遞化驗樣本及文件。現時將軍澳醫院設有360張住院病床、15張急症觀察病床、20張療養病床及30張日間病床。

## 歷史
香港政府在1994年施政報告公佈興建將軍澳醫院，1996年開展地盤平整工程，1999年中竣工。
1999年12月28日，專科門診開始分期投入服務，而日間手術服務於2000年2月開展投入服務，住院服務則於2000年4月26日開展投入服務，急症室服務於開院初期2000年7月26日只提供16小時服務。
2001年2月5日，將軍澳醫院正式全面投入服務，當中包括24小時急症室服務。2006年4月7日在醫院管理局資助及香港浸會大學支持下於醫院一樓開設基督教靈實協會暨香港浸會大學中醫診所及臨床教研中心，該中心由基督教靈實協會負責營運。
2008年9月，將軍澳醫院展開第二期擴建計劃的第一階段，為一座耗資19.4億港元，樓高11層的日間醫療服務大樓，於2012年3月12日啟用，並且隨即展開主座大樓第二階段的改建工程，預計於2013年第一季完成整個擴建工程。日間醫療服務大樓可以額外提供178張床位，及容納擴充後各種專科門診及日間護理中心，增加設置精神科服務及磁力共振掃描診斷等。
2019年10月2日，日間手術中心擴建完畢，開始啟用，提供外科、骨科、耳鼻喉科、婦科、眼科、牙科等日間手術，並引入智能科技。

## 服務範圍
- 急症室（24小時）
- 精神科
- 住院服務
- 婦產科
- 內科
- 外科
- X光部
- 矯形及創傷科
- 兒童及青少年科
- 臨床支援服務
- 義肢及矯形服務
- 物理治療服務
- 職業治療服務
- 言語治療
- 營養科服務
- 醫務社工服務
- 復康服務
- 專科門診
- 日間病房
- 健康資源中心
- 社區參與及義工服務
- 將軍澳醫院紅十字會學校

## 環境保護
2012年1月，將軍澳醫院擴建部份的日間醫療服務大樓，採用了6部有磁浮軸承系統的製冷機組以提升製冷效率，可以避免引擎轉動時與軸承摩擦，故此毋須用潤滑油，從而減低熱傳導效應，傳電速度更快。新的電子化系統亦縮短了調整製冷機輸出功率的時間，能夠快速因應環境的用電須求而作出調節，避免浪費電源，提升製冷效率。此套系統由澳大利亞生產，比傳統系統減少耗電約20-30%，預計能夠將該院的整體用電量減少5%，每年節省逾100萬港元。
日間醫療服務大樓的部分地方採用較省電的發光二極管，院方亦會研究以熱電聯產的供電模式發電，如果採用，可以將其中40%於發電期間所製造的廢氣轉化為有用熱能。

## 將軍澳醫院紅十字會學校
將軍澳醫院紅十字會學校由香港紅十字會學校管理委員會管理，該學校已於2002年7月23日香港教育統籌局註冊為全日制資助男女中小學。學校註冊編號：542318

## 將軍澳醫院逝世的其他名人
- 張徹（1923年2月10日–2002年6月22日）：香港導演
- 招石文（1945年7月6日–2015年2月9日）：香港演員
- 陳鴻烈（1943年6月7日–2009年11月24日）：香港演員
- 曾偉權（1960年11月22日—2020年11月12日）：香港演員
- 吳耀漢（1939年12月17日–2023年4月10日）：香港演員

## 外部連結
- 將軍澳醫院簡介 （页面存档备份，存于）